# Réunion
Réunion je francuski otok u Indijskom oceanu. Nalazi se 700 km istočno od Madagaskara i 200 km jugozapadno od Mauricijusa. Réunion je prekomorski departman i regija Francuske.

## Povijest
Arapski mornari su zvali otok Dina Morgabin (Zapadni otok). Prvi Europljani koji su došli na otok su bili Portugalci, koji su ga našli nenaseljenog 1513. i nazvali ga Santa Apollonia.
Francuzi su prvi put stupili na otok 1638., a 1642. Jacques Pronis ga je proglasio francuskim teritorijem kada je na njega prebacio tucet francuskih zatvorenika s Madagaskara. Zatvorenici su kasnije vraćeni u Francusku, a 1649. kralj Luj XIII. je nazvao otok Île Bourbon.
Otok je ime Réunion dobio 1793., padom kraljevstva u Francuskoj. 1801. za vrijeme Napoleona, otok je preimenovan u Île Bonaparte. Otok su 1810. oteli Britanci (koji su ga opet zvali Bourbon), da bi ga 1815. opet vratili Francuzima. Kada je vladavina Bourbona konačno pala u Francuskoj 1848., otok je ponovno preimenovan u Réunion. 
Otok je postao veoma strateški važan od 1869., kada je prokopan Sueski kanal.
Réunion je postao prekomorski departman Francuske 19. ožujka 1946. godine. 
Ultraperiferna regija Europske unije je postao 1997. godine.

## Administracija
Réunion je samostalna administrativna regija i prekomorski departman Francuske (DOM-département d'outre-mer), sa sjedištem u Saint-Denisu. Kao i Mayotte otok je član Komisije Indijskog Oceana (COI - Commission de l'Océan Indien).

## Zemljopis
Réunion je otok vulkanskog porijekla u Indijskom oceanu. Otok je dugačak 63 km i 45 km širok.
Najviši vrh otoka je ugasli vulkan Piton des Neiges (3.070 m).
God. 2010., Nacionalni park Réunion, veličine 1.054,47 km² (40% cijelog otoka), je upisan na UNESCO-ov popis mjesta svjetske baštine u Africi kao prirodni fenomen izvanredne ljepote i mjesto neprekinutih bioloških i ekoloških procesa, te mjesto u kome obitava veliki broj raznolikih i ugroženih živih vrsta.

## Gospodarstvo
Šećer je najvažniji poljoprivredni proizvod i čini najveći dio izvoza, još jedan važan izvor prihoda na otoku je turizam. Nezaposlenost je dosta velika na otoku, mnogo otočana se seli u kontinentalnu Francusku radi posla. Kontinentalna Francuska pruža znatnu financijsku potporu razvoju Réuniona.

## Stanovništvo
Stanovništvo Réuniona se sastoji od Francuza, Pakistanaca, Afrikanaca, Kineza itd. 
Najzastupljenija religija na otoku je katoličanstvo (86%). Najkorišteniji jezik je francuski, premda je i lokalni kreolski francuski široko rasprostranjen.

## Jezici
Na Réunionu se govore 3 jezika među kojima je službeni francuski, 2.400 (Johnstone 1993), najgovoreniji je reunionski kreolski francuski 555.000 (1987). i 3. tamilski kojim uključujući i osobe kojima je to 2. jezik govori 120.000 (1991 Froise).

## Kultura
Na otoku su se rodili mnogobrojni pjesnici kao Léon Dierx ili Charles Marie Leconte de Lisle. Oni su inspirirali mnogobrojne druge da dođu posjetiti otok, kao Charles Baudelaire koji ga je brzo posjetio. George Sand nikad nije posjetila otok, ali se radnja jednog njezinog romana događa na Réunionu. Pisac Michel Houellebecq je također rođen na otoku.

## Vanjske poveznice
- Prefektura  Arhivirana inačica izvorne stranice od 12. kolovoza 2015. (Wayback Machine)
- Regionalno vijeće  Arhivirana inačica izvorne stranice od 18. travnja 2019. (Wayback Machine)
- Generalono vijeće
- Sveučilište-Université de la Réunion
- Sveučilišna knjižnica
- La Réunion Tourisme  Arhivirana inačica izvorne stranice od 3. veljače 2007. (Wayback Machine) : Turistička zajednica

|  | Portal Francuske – Pristup člancima s tematikom o Francuskoj. |